# Kim Min-tae
Đây là một tên người Triều Tiên, họ là Kim.
Kim Min-tae (sinh ngày 26 tháng 11 năm 1993) là một cầu thủ bóng đá người Hàn Quốc thi đấu cho Consadole Sapporo ở J1 League.

## Thống kê câu lạc bộ
Cập nhật đến ngày 23 tháng 2 năm 2016.
| Thành tích câu lạc bộ | Thành tích câu lạc bộ | Thành tích câu lạc bộ | Giải vô địch | Giải vô địch | Cúp                   | Cúp                   | Cúp Liên đoàn | Cúp Liên đoàn | Tổng cộng | Tổng cộng |
| Mùa giải              | Câu lạc bộ            | Giải vô địch          | Số trận      | Bàn thắng    | Số trận               | Bàn thắng             | Số trận       | Bàn thắng     | Số trận   | Bàn thắng |
| Nhật Bản              | Nhật Bản              | Nhật Bản              | Giải vô địch | Giải vô địch | Cúp Hoàng đế Nhật Bản | Cúp Hoàng đế Nhật Bản | J. League Cup | J. League Cup | Tổng cộng | Tổng cộng |
| --------------------- | --------------------- | --------------------- | ------------ | ------------ | --------------------- | --------------------- | ------------- | ------------- | --------- | --------- |
| 2015                  | Vegalta Sendai        | J1 League             | 16           | 4            | 0                     | 0                     | 1             | 0             | 17        | 4         |
| Tổng                  | Tổng                  | Tổng                  | 16           | 4            | 0                     | 0                     | 1             | 0             | 17        | 4         |